# Belorusskaja-Kol'cevaja
Belorusskaja (in russo Белору́сская?) è una stazione della Linea Kol'cevaja, la linea circolare della Metropolitana di Mosca. Prende il nome dalla vicina stazione ferroviaria intitolata alla Bielorussia, ed è spesso detta Belorusskaja-Kol'cevaja per distinguerla dalla stazione con lo stesso nome sulla linea Zamoskvoreckaja. È stata inaugurata nel 1952 ed ha svolto brevemente la funzione di capolinea prima del completamento dell'anello nel 1954. Progettata da Ivan Taranov, Z. F. Abramova, A. A. Markova, e Ya. V. Tatarzhinskaya, la stazione presenta bassi piloni in marmo bianco, un soffitto decorato in modo elaborato, luci sostenute da sostegni e una grande varietà di decorazioni basate su temi bielorussi.
Sul soffitto, vi sono dodici mosaici ottagonali di G. I. Opryshko, S. Volkov, e I. Morozov che raffigurano la vita quotidiana, e il pavimento della banchina è decorato in modo intricato per assumere la forma di motivi bielorussi. Un gruppo di sculture di S. M. Orlov, S. M. Rabinovich, e I. A. Slonim, chiamate "Bielorussia Sovietica", erano in passato alla fine della banchina, prima di essere rimosse nel 1998 per far posto a un secondo ingresso. Un altro gruppo di sculture, i "Partigiani Bielorussi" è situato nel passaggio tra la stazione e Belorusskaja-Radial'naja.
Una bomba terroristica esplose sotto uno degli archi di marmo della stazione nel 2002, ferendo sette persone.
L'ingresso originale della stazione è situato nell'angolo sud-occidentale di Piazza Belorusskaja. Su Via Butirsky Val è stato aperto un secondo ingresso.

## Interscambi
Dalla stazione, i passeggeri possono trasferirsi alla stazione Belorusskaja della Linea Zamoskvoreckaja.